# Materiali cromogenici
Si definiscono materiali cromogenici quelle sostanze capaci di mutare le proprie caratteristiche ottiche in risposta a stimolazioni esterne. La definizione è dovuta a Carl Lampert e Claes Granqvist, due dei più importanti studiosi in materia.

## Storia
Verso la fine del 1870 è iniziata l'esplorazione sui materiali, nel tentativo di ottenere una variabilità di trasparenza allo spettro elettromagnetico, ma solo recentemente sono stati ottenuti risultati con possibili applicazioni industriali.

## Come funzionano
Una sostanza cromogenica varia il suo comportamento ottico grazie a particolari peculiarità chimico-fisiche, in risposta ad uno stimolo elettrico, al variare di una particolare radiazione elettromagnetica (infrarosso, visibile, ultravioletto) in risposta all'aumento di temperatura del materiale. Queste variazioni inducono una modifica, anche consistente, dello stato fisico-ottico. Viene anche definita anche come trasparenza trasformista.

## Tipologie
- Materiali attivati elettricamente
  - a cristallo liquido
  - elettrocromici
- Materiali non attivati elettricamente
  - fotocromici
  - termocromici
  - magnetocromici

### Elettrocromici
Alcuni materiali sono in grado di cambiare colore in risposta a stimoli esterni. Se lo stimolo esterno è di natura elettrica, il materiale si definisce elettrocromico. I materiali elettrocromici sono utilizzati in dispositivi che cambiano colore a seconda dello stimolo elettrico applicato.

### Fotocromici
I materiali fotocromici modificano il proprio colore e la propria trasparenza a seconda della radiazione elettromagnetica che ricevono. Si tratta dello stesso tipo di materiale usato per certe lenti per occhiali, appena la radiazione cessa il materiale ritorna allo stato iniziale.

### Termocromici
Si definisce termocromica una sostanza trasparente soggetta alla modificazione reversibile delle sue proprietà ottiche in funzione della temperatura, attraverso una reazione chimica. Ripristinate le condizioni termiche iniziali, entro le quali è statica la reattività chimica del materiale, la sostanza torna allo stato originario.

#### Applicazioni e funzionamento
Le modifiche possono essere indotte da una variazione dell'equilibrio molecolare, con reazione chimica indotta o con una transizione della struttura cristallina.
L'effetto termocromico può essere realizzato utilizzando svariati composti organici o inorganici, utilizzando film sottili d'ossidi metallici capaci di modificare il proprio stato di conduzione. Un esempio è l'ossido di vanadio (vedi anche vanadio) che ha una temperatura di transizione tra semiconduttore e conduttore (temperatura di soglia) a 70 °C.